# Adriano Tilgher (philosophe)
Pour les articles homonymes, voir Adriano Tilgher.
Adriano Tilgher (né à Ercolano le 8 janvier 1887  et mort à Rome  le 3 novembre 1941) est un philosophe et essayiste italien. 

## Biographie
Adriano Tilgher est né à Resina (aujourd'hui Ercolano en Campanie),. 
Après des études de droit, il se consacre au journalisme et à la rédaction d'essais. Il devient critique de théâtre pour divers quotidiens romains entre 1915 et 1925 et est connu pour sa vision du théâtre de Luigi Pirandello, qu'il a défini « comme l'expression du contraste entre la vie (la Vita) et la forme (la Forma) ». Cependant, malgré son amitié avec Pirandello, Tilgher rompt avec lui lorsque Pirandello devient membre du Parti fasciste. 
Dans de nombreux ouvrages à contenu philosophique, il a révélé sa  compréhension relativiste et irrationnelle de la vie et réfuté toute métaphysique Il a une vision pessimiste de la réalité et de l'histoire, il n'y a pas qu'une seule morale, mais une pluralité.      
Il est mort à Rome le 3 novembre 1941.

## Publications
- Storia del concetto di lavoro nella civiltà occidentale (homo faber), Rome, 1924 (réimprimé) 1944 et Bologne 1983; Traduction en anglais par Dorothy Canfield Fisher.
- What it has meant to men through the ages, New York 1931 (réimprimé 1958, 1977).
- Relativisti contemporanei (1921), Rome:  Libreria di scienze e lettere.
- Teoria del prammatismo trascendentale, Turin 1915;
- La crisi mondiale, Bologne, 1921;
- La visione greca della vita, Bologne, 1922;
- Studi sul teatro contemporaneo, Bologne, 1923;
- Filosofia delle morali, Rome, 1937;
- La filosofia del Leopardi, Rome, 1940.

### Traductions françaises
- La Philosophie de Leopardi, préf. Stefano Biancu, trad. fr. Arnaud Clément, Éditions Conférence, coll. Lettres d'Italie, 262 p., 10 mai 2016  (ISBN 2912771854) ; rééd. Pocket, coll. Agora, 2020  (ISBN 978-2266309851)
- La Vision grecque de la vie (Dir. Francesca Salvarezza), Éditions Mimésis, coll. Italiques, 100 p., 5 juillet 2022  (ISBN 978-8869763311)